# Đánh bom Istanbul tháng 6 năm 2016
Vào ngày 7 tháng 6 năm 2016, khoảng 08:40 (UTC+3), một vụ đánh bom xảy ra tại trung tâm Istanbul, Thổ Nhĩ Kỳ, khiến ít nhất 11 người chết và 36 người bị thương. Cuộc tấn công nhằm vào một xe buýt chở cảnh sát khi xe đi qua huyện Vezneciler. Ba trong số 36 người bị thương bị thương nặng.

## Bối cảnh
Từ 8 tháng nay đã xảy ra 5 vụ nổ bom ở trung tâm Istanbul và 3 vụ ở Ankara cho thấy Thổ đang bị khủng bố từ nhiều mặt trận nhắm tới. Thổ nhĩ Kỳ đã bị lôi cuốn vào một cuộc xung đột từ 2 mặt, bên trong lãnh thổ và bên kia biên giới với Syria. Chính quyền Ankara hàng chục năm nay đã có một cuộc nội chiến với đảng PKK (Kurdistan Workers' Party), đảng Công nhân Kurd. Trong 2 năm đã có ngưng chiến giữa Thổ và nhóm vũ trang Kurd này, mà bị trong nước cũng như ở phương Tây xem là nhóm khủng bố. Nhưng cuộc ngưng chiến này đã chấm dứt vào tháng 7 năm 2015, sau một vụ ném bom giết chết 32 người hoạt động thiên tả trẻ Kurd ở Suruc, thành phố nằm ở miền Đông Nam Thổ. Những nạn nhân, có lẽ bị chết vì mìn của IS, đang hoạch định đi tới miền Bắc Syria để giúp đỡ xây dựng lại Kobane, một thành phố bị tàn phá bởi lực lượng vũ trang IS. Nó cho thấy rõ ràng là xung đột ở Syria đã lây sang Thổ. Một làn sóng vũ trang tấn công và quân đội tấn công trở lại bắt đầu, khi PKK buộc tội Thổ muốn chiến sĩ IS thành công trong nỗ lực chận người Kurd giành được lãnh thổ ở Syria và Iraq.